# 波斯尼亞和黑塞哥維那—印度尼西亞關係
波斯尼亞和黑塞哥維那－印度尼西亞關係是指印度尼西亚共和國和欧洲国家波斯尼亞和黑塞哥維那（通稱波士尼亞、波黑）之間历史上与现代的關係。两国于1994年4月11日建交。两国均为穆斯林人口占多数的世俗国家，其中，印尼是伊斯兰合作组织的正式成员国，而波斯尼亚和黑塞哥维那则是伊斯兰合作组织的观察员国。

## 政治交流

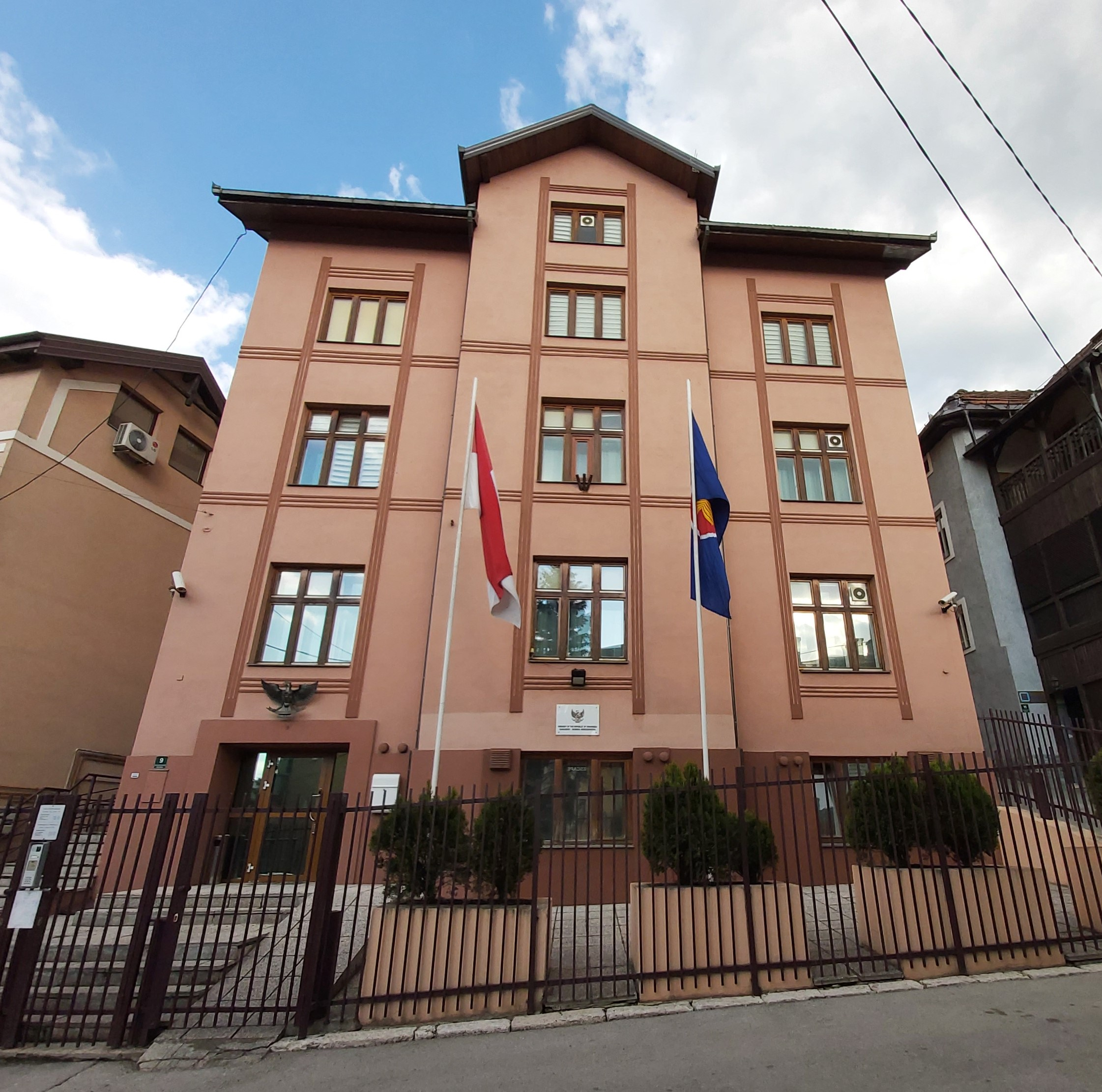
印尼驻波黑大使馆

1992年，波黑脱离南斯拉夫社会主义联邦共和国而独立，印尼政府于当年5月20日给予外交承认，波黑与南斯拉夫聯邦共和國爆发波士尼亞戰爭后，印尼政府在战争中支持波斯尼亚并谴责塞爾維亞人基于种族和宗教对穆斯林犯下的种族清洗罪行，并派遣军人、穆斯林青年志愿者及医护人员援助波黑。日后成为印尼总统的苏西洛当时也作为印尼维和部队指挥官、参加了聯合國駐波赫維和部隊在波黑的行动。随后，印尼政府也在1994年4月11日与波黑建交，此后双边关系友好顺利发展，高层互访不断。印尼总统苏哈托也在1995年出访了波黑，并表示愿意为包括波黑在内的巴尔干诸国恢复和平秩序提供沟通管道。1998年，波黑政府在雅加达开设常驻大使馆，双边关系也得到了显著加强。而印尼则在2010年于萨拉热窝建立了常驻大使馆，印尼也成为继马来西亚后，第二个在波黑开设常驻大使馆的亚细安国家。两国也建立了雙邊磋商机制、并签署了免除外交和公務護照簽證备忘录等协议，以发展双边关系。
2022年，波黑外交部长比塞拉出访印尼，并与印尼外交部长雷特諾·馬爾蘇迪举行了会谈，探讨了在政治、经贸、军事、宗教与教育等领域加强合作的可能性。而比塞拉在与印尼外交部副部长马亨德拉·西雷加会谈时，表示波黑政府希望从印度尼西亚的团结力量中得到有用经验，以努力保持其民族和国家的完整性。

## 经贸关系
波黑经济状况欠佳，产业落后，对外贸易总量较小，与印尼长期处于贸易逆差。据經濟複雜性研究中心统计，2020年，印尼与波黑的双边贸易额达到2684万美元，其中印尼出口2590万美元，主要出口产品有纸巾、鞋类等，波黑则向印尼出口了94.3万美元，主要出口橡膠鞋、離心機及其他家用電器等产品。
2002年，印尼与波黑签署了贸易协定，其后，两国商会也在2004年签署了合作备忘录，以促进两国经贸往来。
印尼政府致力于帮助更多本国产品获得清真認證，以打开波斯尼亚市场，深化印尼出口。此外，印尼也希望在医药、基础设施和建筑服务行业与波黑加强合作，并让毗邻欧盟的波黑成为实现联合生产的战略要地。两国政府也同意通过扩大对关键商品的市场准入来加强贸易关系。

## 人文交流

### 宗教

位于萨拉热窝的伊斯蒂克拉尔清真寺

同为穆斯林人口占多数的世俗国家的印尼与波黑都有兴趣在伊斯兰教领域加强交流合作，并通过印尼－波黑双边宗教间对话定期举办双边宗教论坛，两国的穆斯林民众也相互支持。2001年，由印尼政府援建的伊斯蒂克拉尔清真寺在萨拉热窝落成，成为了印尼与波黑两国邦谊的象征。除了伊斯兰教外，印尼副总统馬魯夫·阿敏也建议两国应该加强不同宗教信仰间的对话，以发展互信互惠的关系。

### 教育
自2003年起，印尼政府开始通过Darmasiswa项目，为波黑留学生提供奖学金，波黑留学生可以在印尼的高等院校留学一年，深入学习印尼的语言及文化，不过实际申请该奖学金的波黑人并不多。波黑的薩拉熱窩大學、圖茲拉大學、澤尼察大學和莫斯塔爾大學也与印尼的印度尼西亞大學等高等院校建立了合作关系，在健康、能源和数位化发展等领域的研究上取得了一定成果。印尼驻波黑大使雅妮则表示两国大学可以加强在醫學、工程和護理等优势学科的经验交流，并建立双边學生交换計劃，以增强两国学生对于对方国家之语言文化的了解。

## 外部連結
- 波黑外交部-波黑驻印尼大使馆 （页面存档备份，存于）（波斯尼亞文）
- 印尼驻波黑大使馆 （页面存档备份，存于）（印尼文） （英文）